# Ectropa alberici
Ectropa alberici är en fjärilsart som beskrevs av Abel Dufrane 1945. Ectropa alberici ingår i släktet Ectropa och familjen Chrysopolomidae. Inga underarter finns listade i Catalogue of Life.